# Falsterborev

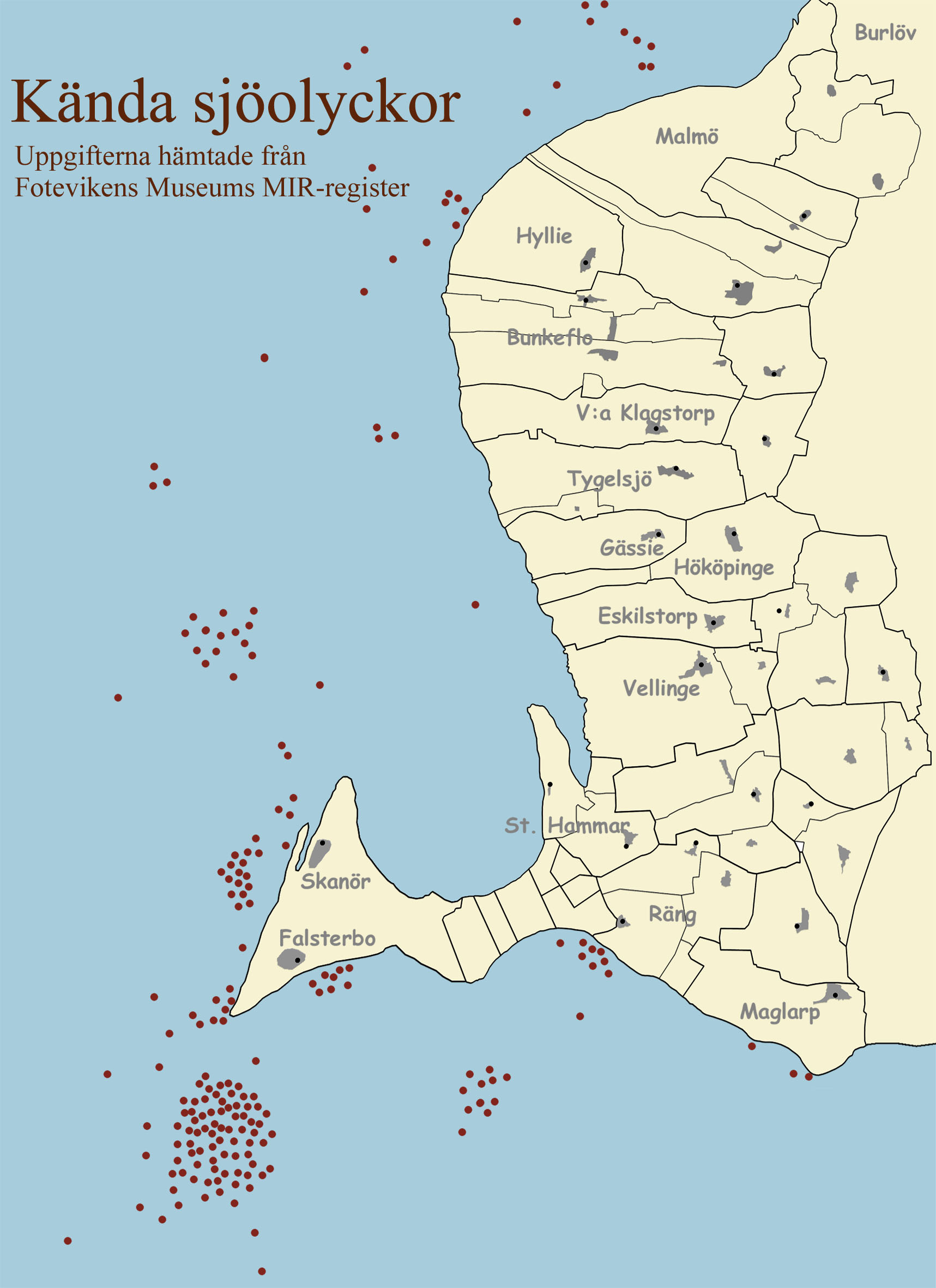
Sammanställning över kända skeppsolyckor från 1750-1950. Falsterbo rev söder om Falsterbonäset uppvisar ett stort antal förlisningar. Analys: Fotevikens museum.

Falsterborev är ett rev som ligger söder om Falsterbonäset i sydvästra Skåne. Det består av flera grundklackar av sand och sten med cirka 3 meters djup. Många olyckor har inträffat på grund av revet och den 28 juli 1831 ankrades Sveriges första fyrskepp här, dock bara tillfälligt. Från 1844 fanns ett permanent fyrskepp på platsen fram till 1972. Detta var även den sista svenska stationen som drogs in och ersattes med en kassunfyr. Falsterbokanalen byggdes delvis för att minska på olyckorna då fartygen tidigare tvingades passera Falsterborev på väg genom Öresund.
Falsterborev är det rev som indirekt gett både Skåne och Skanör deras namn, på grund av det uråldriga ordet för "fara", skathin, som syftade på den risk sjöfarare tog när de passerade revet i fråga.

## Fyrstationens skeppslista[3]
| Nummer | Namn         | Tjänstgöringsår |
| ------ | ------------ | --------------- |
| 00     | Hermina      | 1831            |
| 0      | Cyklop       | 1844-1864       |
| 4      | Falsterborev | 1865-1882       |
| 8      | Svinbådan    | 1883-190        |
| 28     | Reserv       | 1931-1972       |

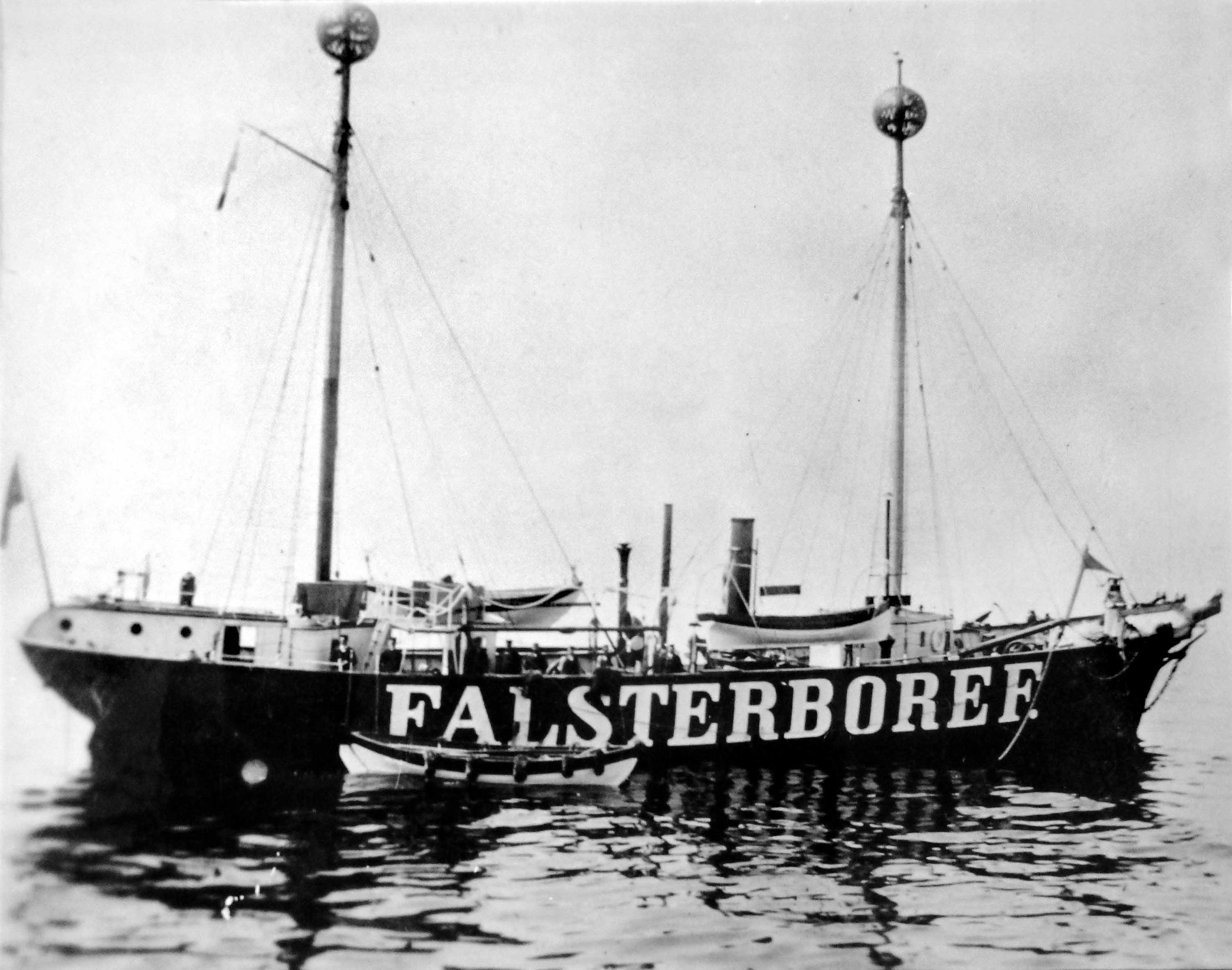
Fyrskeppet nummer 8 Svinbådan i tjänst vid Falsterborev 1910.
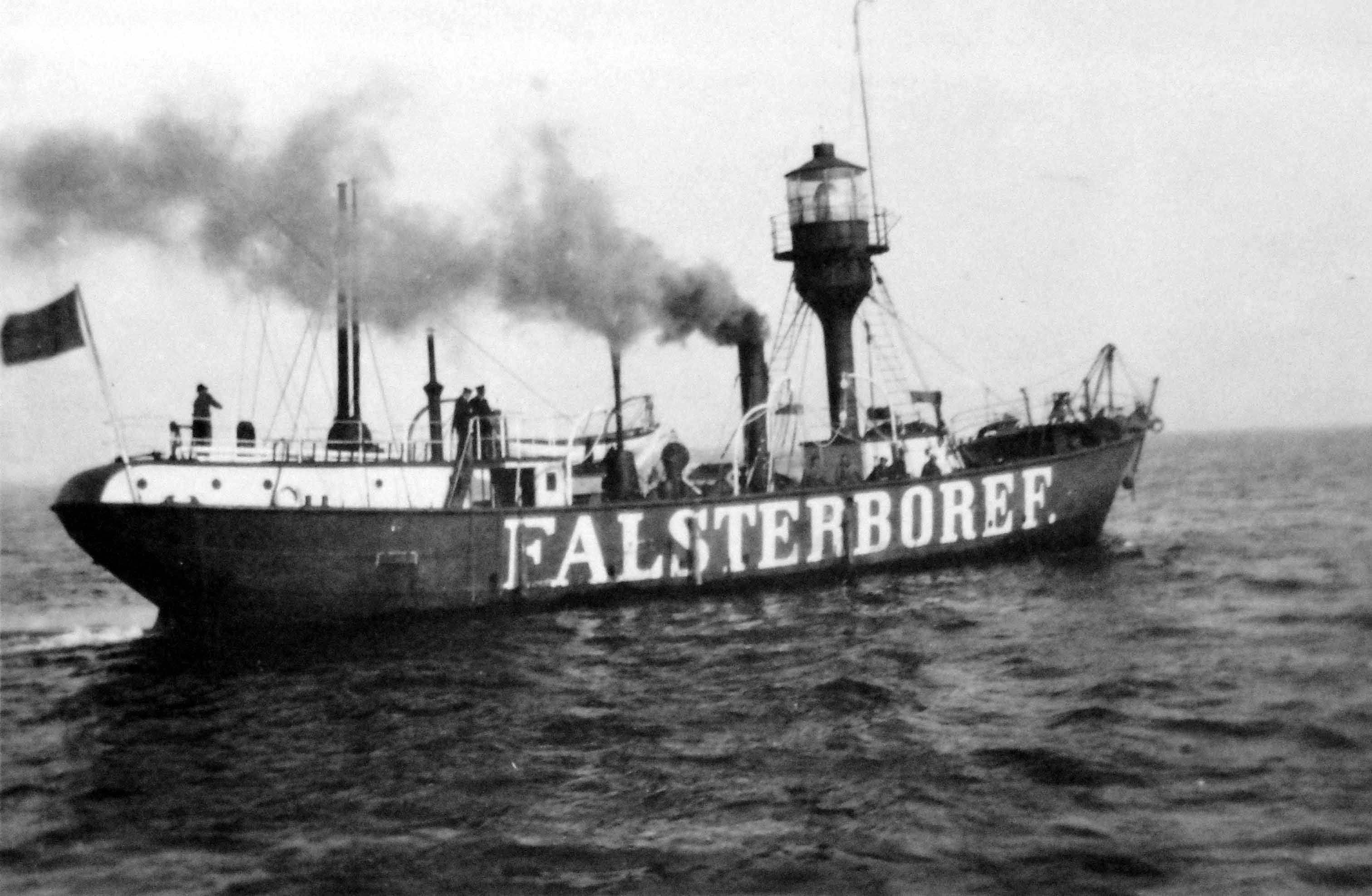
Nummer 8 Svinbådan försågs med lanternin 1910 och ses här vid Falsterborev 1928.
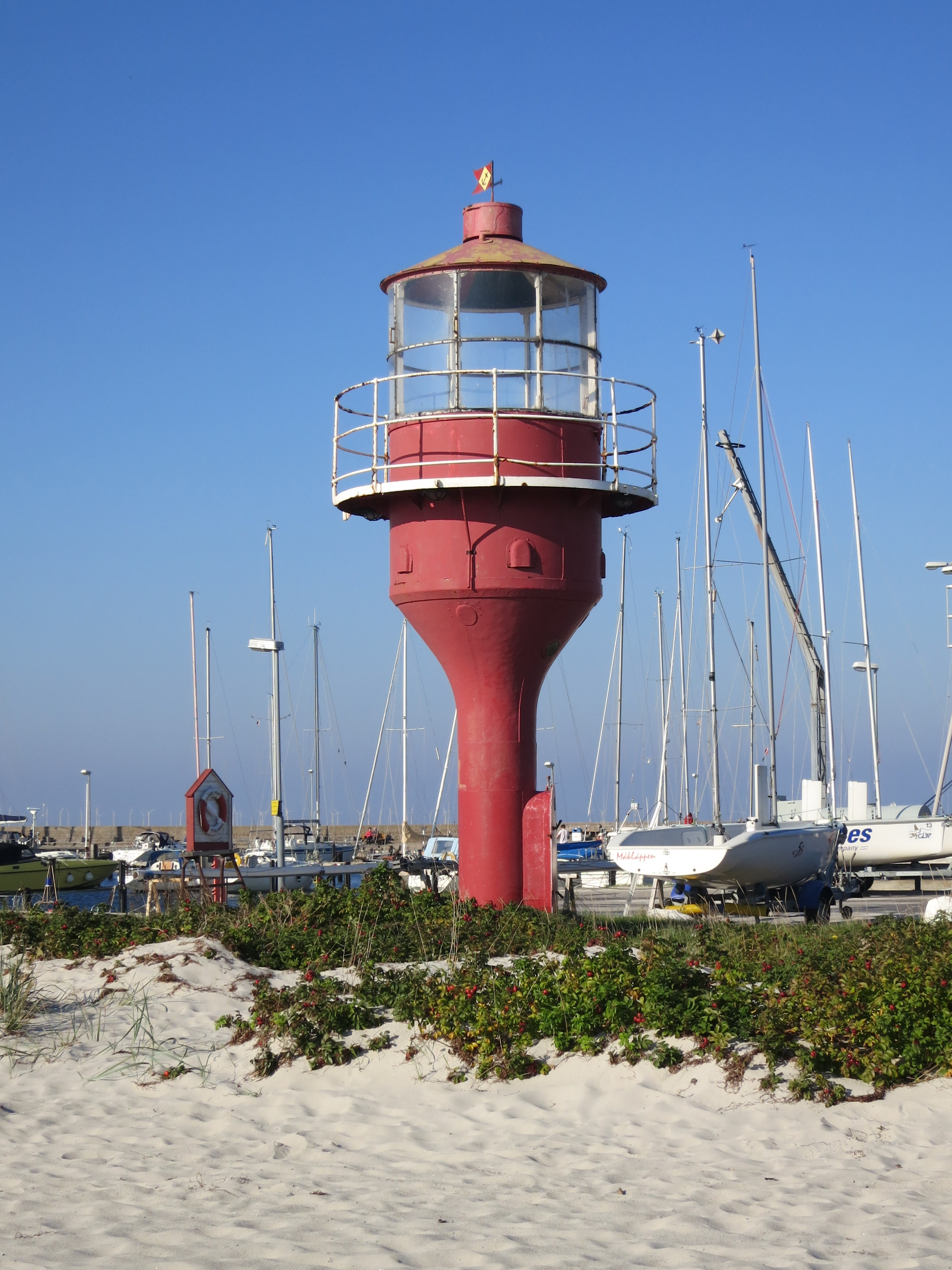
Svinbådans lanternin står nu som minnesmärke i Skanörs hamn.
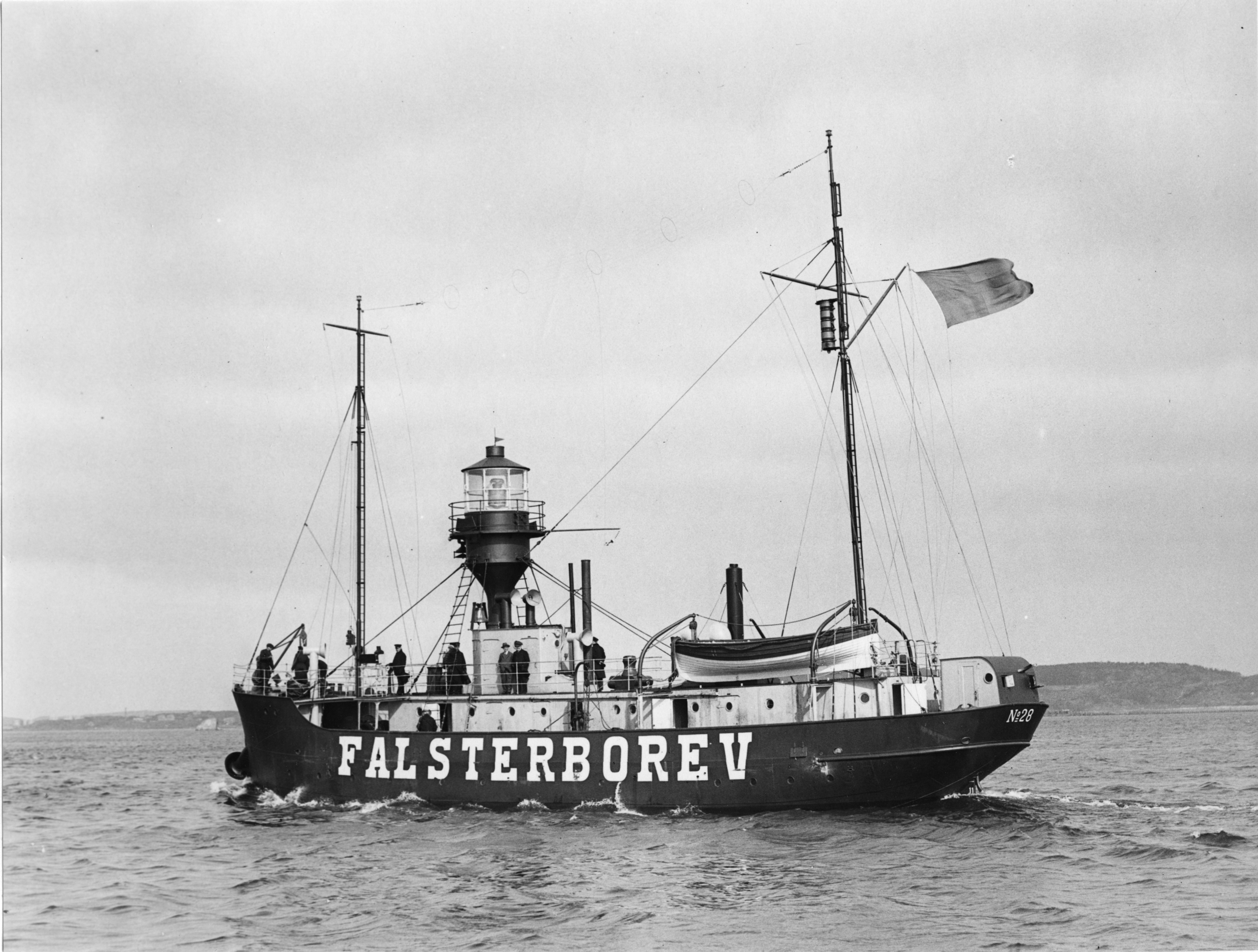
Fyrskeppet 28 Reserv på väg till Falsterborev 1931.